# ポール・マイケル・グレイザー
ポール・マイケル・グレイザー（Paul Michael Glaser 本名：Paul Manfred Glaser, 1943年3月25日 - ）は、アメリカ合衆国の俳優、映画監督。

## 来歴

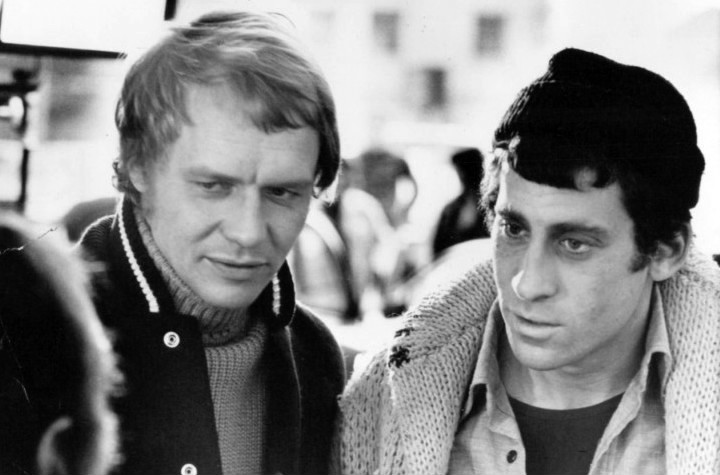
『刑事スタスキー&ハッチ』にて（右）

マサチューセッツ州ケンブリッジ出身。父親は建築家だった。ニューオーリンズにあるテューレーン大学で学んだ（ここでブルース・パルトローとルームメイトだった）後、ボストン大学で演劇と演出の修士号を取得した。卒業後はイギリスに渡り、更に演劇の修業を積む。
1975年からスタートしたテレビドラマ『刑事スタスキー&ハッチ』にスタスキー刑事でレギュラー出演、日本でも高い人気を誇った。そのリメイク映画『スタスキー&ハッチ』には、ハッチ役のデヴィッド・ソウルと共に同じ役でカメオ出演した。出演のほかに、数エピソードの演出を手掛けている。
以降は監督業に専念、『刑事スタスキー&ハッチ』で脚本を担当していたマイケル・マンの誘いで『特捜刑事マイアミ・バイス』の演出にも携わったほか、アーノルド・シュワルツェネッガー主演のSFアクション映画『バトルランナー』などを監督した。

## 私生活
1980年に結婚した妻・エリザベスが翌年輸血を受けた際に、HIVに感染してしまう。しかし、その事実を知らずに2人の子供を生んだために、子供たちは二次感染してしまい、娘は1988年に死亡した。さらに、それをきっかけにAIDSの活動家となって懸命に戦っていたエリザベスも、1994年に死亡した。
1996年にプロデューサーのトレイシー・バローンと再婚したが、2007年に離婚。現在も小児AIDSのための基礎団体作りに精力的に活動を続けている。
2012年5月、医療大麻を他州での所持の疑いで逮捕された。

## 主な作品

### 出演
- 屋根の上のバイオリン弾き Fiddler on the Roof (1971)
- バタフライはフリー Butterflies Are Free (1972)
- 刑事コジャック（1974）
- 刑事スタスキー&ハッチ Starsky and Hutch (1975-1979) テレビドラマ、レギュラー出演
- 恋愛適齢期 Something's Gotta Give (2003)
- サード・ウォッチ Third Watch (2004) テレビドラマ、ゲスト出演
- スタスキー&ハッチ  Starsky & Hutch  (2004) カメオ出演
- クローザー The Closer (2008) テレビドラマ、ゲスト出演
- クリミナル・マインド FBI行動分析課 Criminal Minds (2008) テレビドラマ、ゲスト出演
- NUMBERS 天才数学者の事件ファイル Numb3rs (2008) テレビドラマ、ゲスト出演
- メンタリスト The Mentalist (2009) テレビドラマ、ゲスト出演

### 監督
- 刑事スタスキー&ハッチ Starsky and Hutch (1975-1979) テレビドラマ、5話分
- 特捜刑事マイアミ・バイス Miami Vice (1984-1985) テレビドラマ、3話分
- マイアミ5 Band of the Hand (1986)
- バトルランナー The Running Man (1987)
- 冬の恋人たち The Cutting Edge (1992)
- アフリカン・ダンク The Air Up There (1994)
- ミラクル・アドベンチャー/カザーン Kazaam (1996) 製作も
- CIA:ザ・エージェンシー The Agency (2002) テレビドラマ、3話分
- サード・ウォッチ Third Watch (2004-2005) テレビドラマ、2話分
- ラスベガス Las Vegas (2005-2008) テレビドラマ、5話分

### 製作
- ダブル・インパクト Double Impact (1991)